# Nova Ivanivka (Raión de Bolhrad)
Nueva Ivanivka  (ucraniano: Нова Іванівка) es una localidad del Raión de Bolhrad en el Óblast de Odesa de Ucrania. Población de 1629 habitantes.